# IJ-prijs
De IJ-prijs wordt sinds 1998  jaarlijks toegekend aan een persoon  die een belangrijke bijdrage levert, of heeft geleverd, aan ontwikkeling  op  economisch, maatschappelijk of cultureel gebied en/of anderszins  de  promotie van Amsterdam. De prijs is een initiatief van de gemeente Amsterdam en PwC en bestaat uit een door kunstenares Iris Le Rütte ontworpen beeldje genaamd  'Ondernemen is een kunst' en een geldbedrag van 15.000 euro, te besteden aan een zelf te kiezen goed doel.

## Winnaars
2019 Leon en  Renny Ramakers
2017 Boudewijn Poelman, oprichter postcodeloterij.
2016 Ivo van Hove
2015 Duncan Stutterheim
2014 André van Stigt
2013 Wim Pijbes
2012 Mariss Jansons en Jan Raes
2011 Oprichters TomTom
2010 Bas Verhart
2009 James Veenhoff
2008 Ally Derks
2007 Pauline Kruseman
2006 Bob Pinedo
2005 Rahma el Mouden
2004 Joop van den Ende
2003 Jack Cohen
2002 Geert Mak
2001 Maarten Frankenhuis
2000 Niek Urbanus
1999 Fred Minken
1998 Ernst Veen